# Wereldkampioenschappen noordse combinatie 2009
De wereldkampioenschappen noordse combinatie 2009 werden van 19 tot en met 28 februari 2009 georganiseerd in de Tsjechische stad Liberec, als onderdeel van de wereldkampioenschappen noords skiën 2009.
Er zijn enkele wijzigingen doorgevoerd in het programma: er zullen geen drie, maar vier disciplines worden gehouden.
De sprintwedstrijd verdwijnt, net als in de wereldbeker, van de kalender. De massastart zal voor het eerst worden georganiseerd en er zullen twee individuele Gundersen wedstrijden worden gehouden (1 keer op de normale schans, 1 keer op de grote). De landenwedstrijd blijft op het programma.

## Programma
| Datum                 | Uur                 | Discipline                       | Detail                            |
| --------------------- | ------------------- | -------------------------------- | --------------------------------- |
| 19/02/2009 20/02/2009 | 14.15 & 17.15 16.00 | massastart                       | 10 kilometer + HS100 (2 sprongen) |
| 22/02/2009            | 09.45 & 15.15       | individuele Gundersen NH (HS100) | HS100 + 10 kilometer              |
| 27/02/2009            | 11.00 & 15.15       | team                             | HS134 + 4 x 5 kilometer           |
| 28/02/2009            | 11.00 & 15.00       | individuele Gundersen LH (HS134) | HS134 + 10 kilometer              |

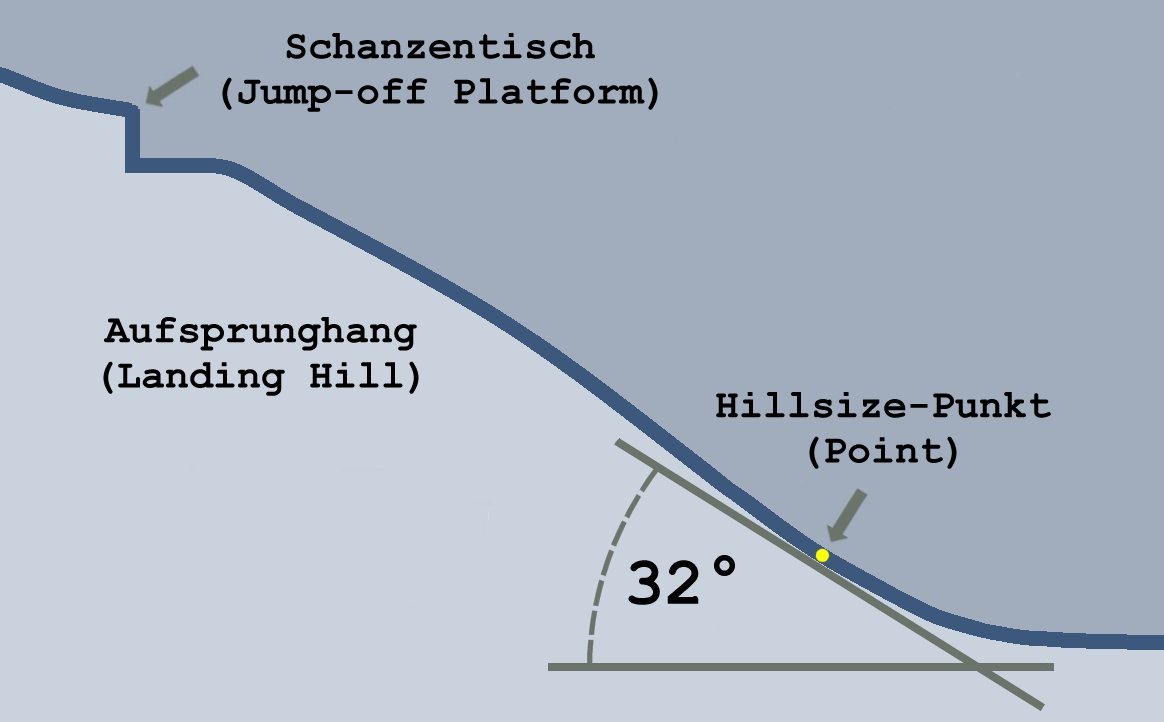
Hillsize-punt

De letters NH en LH staan respectievelijk voor Normal Hill (normale schans) en Large Hill (grote schans). De letters HS staan voor Hillsize waarbij HS100 en HS134 staat voor de afstand in meters van punt van afsprong (de schans) tot het 32-gradenpunt op de landingshelling. Dit punt ligt op elke schans weer anders.

## Resultaten

### Massastart
| #      | Naam                | Land | Tijd    | Sprong 1 | Sprong 2 | Puntentotaal |
| ------ | ------------------- | ---- | ------- | -------- | -------- | ------------ |
| Goud   | Todd Lodwick        | USA  | 24.49,7 | 100,5 m  | 97,5 m   | 276,0        |
| Zilver | Tino Edelmann       | GER  | 24.54,3 | 100,5 m  | 97,0 m   | 273,7        |
| Brons  | Jason Lamy-Chappuis | FRA  | 25.08,9 | 95,5 m   | 99,5 m   | 265,2        |
| 4      | Anssi Koivuranta    | FIN  | 24.56,4 | 95,0 m   | 96,0 m   | 260,2        |
| 5      | Bill Demong         | USA  | 24.54,9 | 97,0 m   | 93,0 m   | 258,7        |
| 6      | Christoph Bieler    | AUT  | 25.02,6 | 95,0 m   | 95,0 m   | 256,7        |
| 7      | Petter Tande        | NOR  | 24.59,3 | 94,5 m   | 94,5 m   | 255,5        |
| 8      | Eric Frenzel        | GER  | 24.56,9 | 98,0 m   | 90,5 m   | 255,2        |
| 9      | Jaakko Tallus       | FIN  | 25.41,2 | 97,5 m   | 94,5 m   | 251,0        |
| 10     | François Braud      | FRA  | 24.56,7 | 93,5 m   | 92,0 m   | 249,2        |

### Individuele Gundersen (normale schans)
| #      | Naam               | Land | Tijd    |
| ------ | ------------------ | ---- | ------- |
| Goud   | Todd Lodwick       | USA  | 24.22,3 |
| Zilver | Jan Schmid         | NOR  | 24.35,3 |
| Brons  | Bill Demong        | USA  | 24.55,8 |
| 4      | Anssi Koivuranta   | FIN  | 25.17,0 |
| 5      | Norihito Kobayashi | JPN  | 25.25,2 |
| 6      | Yusuke Minato      | JPN  | 25.33,7 |
| 7      | Sebastian Haseney  | GER  | 25.37,2 |
| 8      | Christoph Bieler   | AUT  | 25.45,0 |
| 9      | Tino Edelmann      | GER  | 25.50,0 |
| 10     | Mario Stecher      | AUT  | 25.50,0 |

### Individuele Gundersen (grote schans)
| #      | Naam                | Land | Tijd    |
| ------ | ------------------- | ---- | ------- |
| Goud   | Bill Demong         | USA  | 23.36,5 |
| Zilver | Björn Kircheisen    | GER  | 23.49,4 |
| Brons  | Jason Lamy-Chappuis | FRA  | 24.08,0 |
| 4      | Janne Ryynänen      | FIN  | 24.25,6 |
| 5      | Magnus Moan         | NOR  | 24.31,7 |
| 6      | Alessandro Pittin   | ITA  | 24.33,6 |
| 7      | Tino Edelmann       | GER  | 24.34,7 |
| 8      | Pavel Churavy       | CZE  | 24.35,7 |
| 9      | Yusuke Minato       | JPN  | 24.47,5 |
| 10     | Todd Lodwick        | USA  | 24.50,1 |

### Teamwedstrijd
| #      | Land       | Atleten                                                              | Punten schansspringen | Tijd langlaufen       |
| ------ | ---------- | -------------------------------------------------------------------- | --------------------- | --------------------- |
| Goud   | Japan      | Yusuke Minato Taihei Kato Akito Watabe Norihito Kobayashi            | 452,4                 | 48.32,3 na fotofinish |
| Zilver | Duitsland  | Ronny Ackermann Eric Frenzel Björn Kircheisen Tino Edelmann          | 457,6                 | 48.32,3 na fotofinish |
| Brons  | Noorwegen  | Mikko Kokslien Petter Tande Jan Schmid Magnus Moan                   | 439,3                 | 48.35,9               |
| 4      | Frankrijk  | Maxime Laheurte François Braud Sébastien Lacroix Jason Lamy-Chappuis | 470,6                 | 48.49,4               |
| 5      | Oostenrijk | Bernhard Gruber Wilhelm Denifl Christoph Bieler Mario Stecher        | 464,8                 | 49.37,3               |
| 6      | Tsjechië   | Tomas Slavik Miroslav Dvorak Ales Vodsedalek Pavel Churavy           | 438,3                 | 51.28,9               |
| 7      | Italië     | Alessandro Pittin Giuseppe Michielli Armin Bauer Davide Bresadola    | 377,3                 | 52.36,8               |
| 8      | Finland    | Jaakko Tallus Lauri Asikainen Jim Härtull Janne Ryynänen             | 460,5                 | 53.31,4               |
| 9      | Estland    | Kail Piho Aldo Leetoja Karl-August Tiirmaa Kaarel Nurmsalu           | 377,3                 | 53.51,5               |
| 10     | Rusland    | Anton Kamenev Niyaz Nabejev Sergej Maslennikov Ivan Panin            | 384,3                 | 54.32,2               |

Schansspringen · Noordse combinatie · Langlaufen